# Kid Rock (album)
Kid Rock – szósty album studyjny amerykańskiego wokalisty i muzyka Kid Rocka. Wydawnictwo ukazało się 11 listopada 2003 roku nakładem wytwórni muzycznej Atlantic Records. Gościnnie w nagraniach wzięli udział: znany z występów w zespole ZZ Top - Billy Gibbons, Kenny Wayne Shepherd, Sheryl Crow oraz Hank Williams Jr.
Album dotarł do 8. miejsca listy Billboard 200 w Stanach Zjednoczonych. 16 grudnia 2003 roku płyta uzyskała w USA status platynowej sprzedając się w nakładzie miliona egzemplarzy.

## Lista utworów
Opracowano na podstawie materiału źródłowego.
| Nr  | Tytuł utworu             | Autorzy                                                         | Długość |
| --- | ------------------------ | --------------------------------------------------------------- | ------- |
| 1.  | „Rock N Roll Pain Train” | R.J. Ritchie                                                    | 5:52    |
| 2.  | „Cadillac Pussy”         | Ritchie                                                         | 3:12    |
| 3.  | „Feel Like Makin' Love”  | Paul Rodgers, Mick Ralphs                                       | 5:08    |
| 4.  | „Black Bob”              | Ritchie, M. Shaffer, J. Trombly                                 | 5:31    |
| 5.  | „Jackson, Mississippi”   | Ritchie, Trombly, LeRoy                                         | 4:31    |
| 6.  | „Cold and Empty”         | Ritchie, Kenny Chesney, Shaffer, M. Tamburino, Trombly          | 4:22    |
| 7.  | „Intro”                  | Ritchie, L. Smith, J. Simmons, D. McDaniel                      | 2:04    |
| 8.  | „Rock N Roll”            | Ritchie, S. Eulinberg, J. Krause, M. McGrath, K. Olson, Trombly | 4:28    |
| 9.  | „Hillbilly Stomp”        | F. Beauregard, Ritchie, Shaffer                                 | 4:21    |
| 10. | „I Am”                   | Ritchie, A. Penhallow, H. Johns, C. Wojcik                      | 5:03    |
| 11. | „Son of Detroit”         | R. Brooks, T. Deluca, H.E. Tipton, David A. Coe                 | 4:21    |
| 12. | „Do It for You”          | Ritchie, Trombly                                                | 4:26    |
| 13. | „Hard Night for Sarah”   | Bob Seger                                                       | 4:13    |
| 14. | „Run Off to LA”          | R.J. Ritchie, Sheryl Crow                                       | 5:16    |
| 15. | „Single Father”          | David Allan Coe                                                 | 4:27    |
|     |                          |                                                                 | 1:07:15 |

## Twórcy
Opracowano na podstawie materiału źródłowego.

- Kid Rock - wokal prowadzący, wokal wspierający, gitara akustyczna, gitara slide, gitara basowa, programowanie,
gitara elektryczna, instrumenty perkusyjne, mellotron, scratche, banjo, instrumenty klawiszowe, produkcja muzyczna, miksowanie
- Aaron Julison - gitara basowa, wokal wspierający
- Stefanie Eulinberg - perkusja, wokal wspierający, gitara basowa
- Jason Krause, Kenny Olson - gitara, gitara akustyczna
- Jimmie Bones - fortepian, harfa, organy, elektryczne pianino, wokal wspierający, programowanie
- Karen Newman, Laura Creamer, Thornetta Davis, Misty Love, Shirley Hayden - wokal wspierający
- Johnny Evans - saksofon
- Mike Daly - elektryczna gitara hawajska
- Bobby East - elektryczna gitara hawajska, mandolina, gitara slide
- Clay McBride, Dave Dion, David Unger, Victor Fisher - zdjęcia
- Al Sutton - produkcja muzyczna, inżynieria dźwięku, miksowanie
- Blumpy, Chuck Bailey, Paul Pavao - inżynieria dźwięku
- Ted Jensen - mastering
- Billy Gibbons - gościnnie wokal
- Kenny Wayne Shepherd - gościnnie gitara
- Sheryl Crow - gościnnie wokal
- Hank Williams Jr. - gościnnie wokal
- Larry Nozero - saksofon barytonowy
- David McMurray - saksofon tenorowy
- Albert K. Duncan - puzon
- Rayse Biggs - trąbka
- Bob Ebeling - perkusja
- Andy Sutton - gitara basowa
- Marlon Young - gitara elektryczna

## Listy sprzedaży
| Lista         | Kraj              | Pozycja | Status          |
| ------------- | ----------------- | ------- | --------------- |
| Billboard 200 | Stany Zjednoczone | 8       | platynowa płyta |